# Río Frances

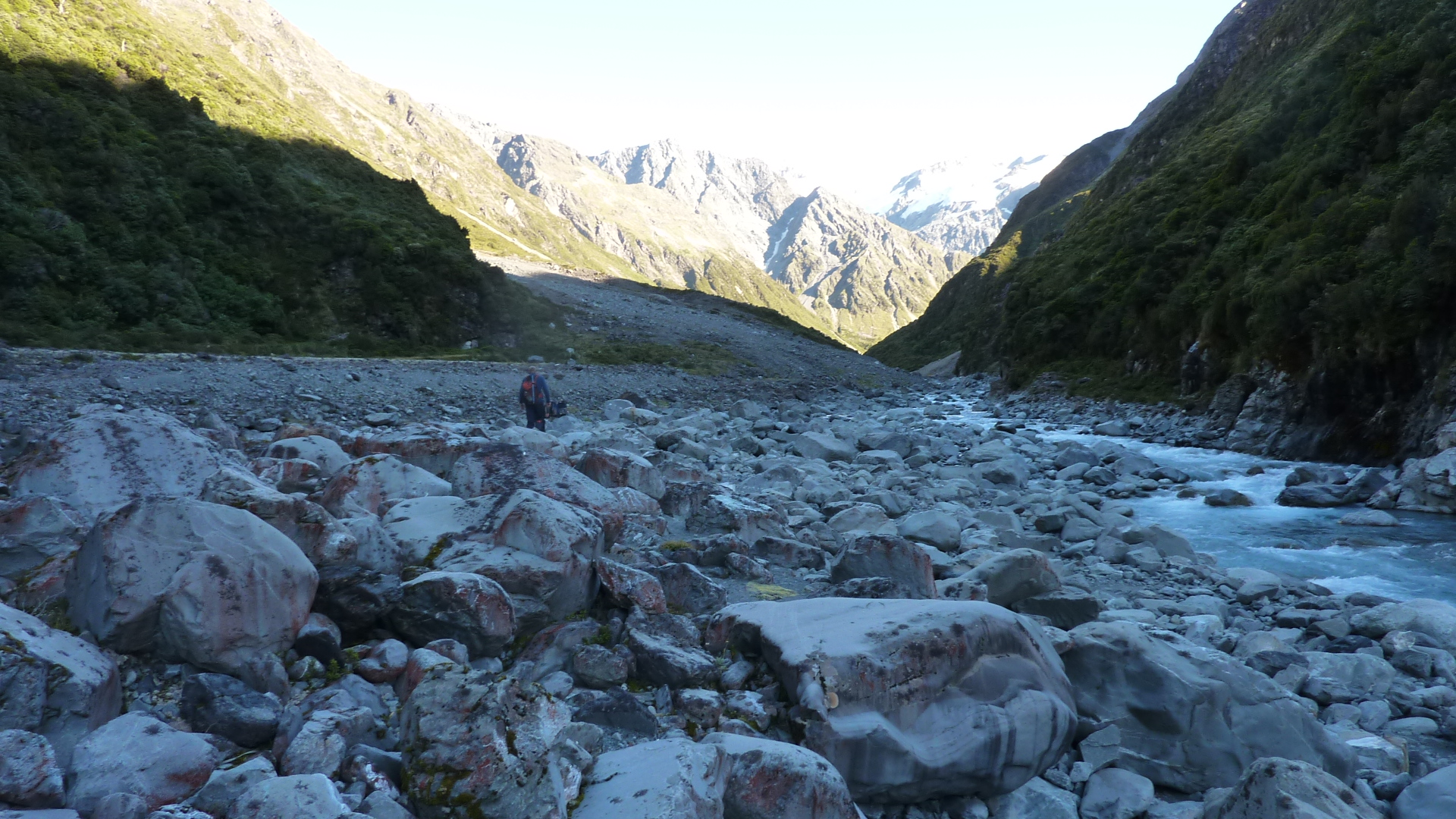
Afluente del río Frances Clyde Rangitata Nueva Zelanda Aotearoa.

El río Frances es un río de Nueva Zelanda. Nace cerca de Lambert Col y fluye hacia el sur para unirse a la corriente McCoy para formar el río Clyde, Nueva Zelanda. El Clyde desemboca en el río Rangitata, que finalmente sale en el Océano Pacífico.